# Terri Nunn

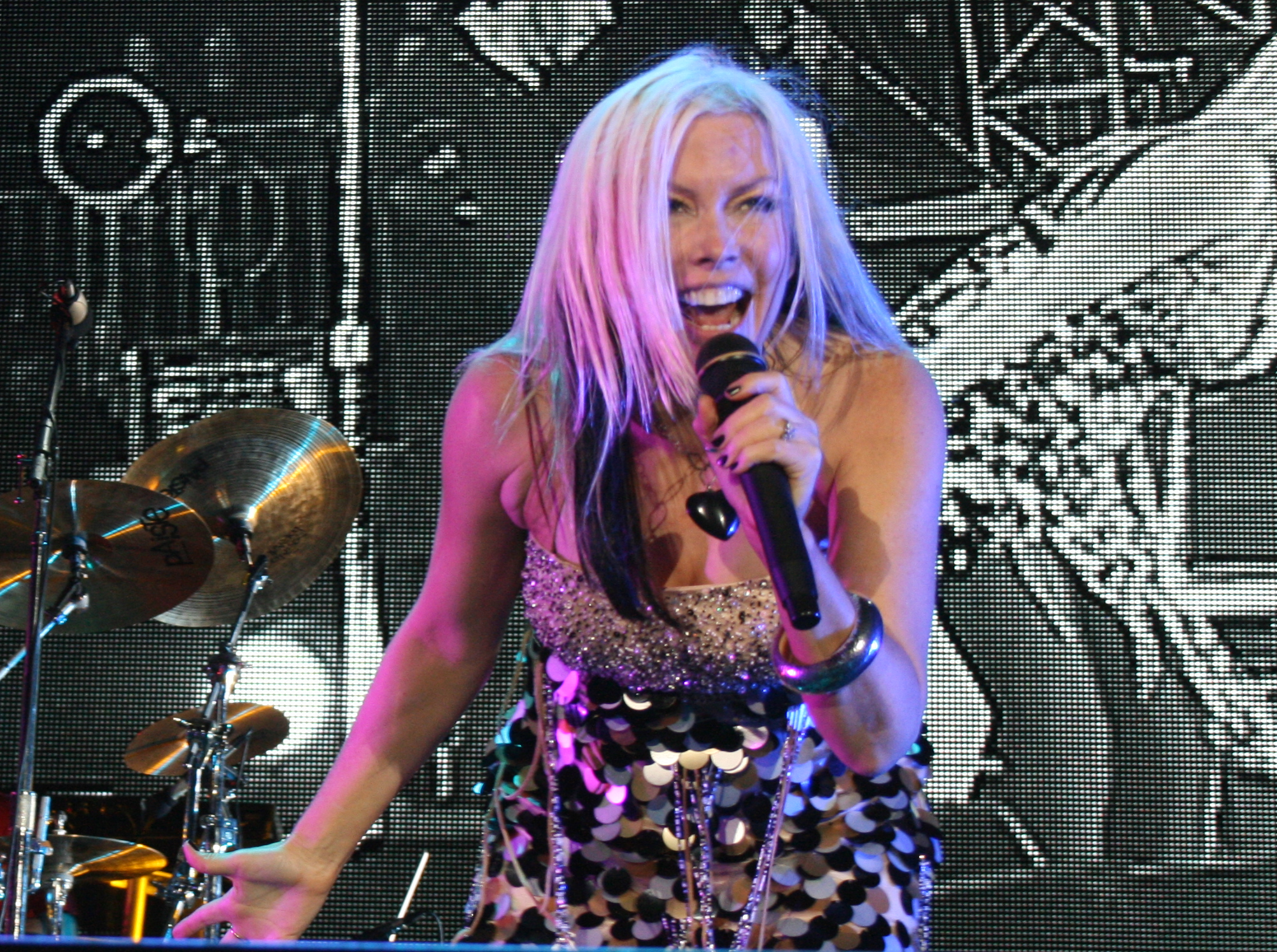
Terri Nunn bei einem Auftritt mit ihrer Band „Berlin“ (2010)

Terri Kathleen Nunn (* 26. Juni 1959, nach anderen Quellen 26. Juni 1961, in Los Angeles, Kalifornien) ist eine US-amerikanische Sängerin und Schauspielerin.

## Leben
Terri Nunn ist die Tochter des Malers und früheren MGM-Kinderdarstellers Larry Nunn (1925–1974). Als Jugendliche und junge Erwachsene wirkte sie an einer Reihe von Film- und Fernsehproduktionen mit, konzentrierte sich später aber ausschließlich auf ihre musikalische Karriere.
Nunns Spezialgebiete sind Rockmusik, New Wave, Industrial Rock, Post-Punk, Dance und Synthie-Pop. Sie wurde vor allem bekannt als Mitbegründerin und Sängerin der kalifornischen Popband Berlin, die seit 1979 existiert und mit dem Song Take My Breath Away ihren größten Erfolg landete. 1993 war sie Gastsängerin bei der britischen Rockband The Sisters of Mercy.

## Filmografie (Auswahl)
- 1976: Police Story (Fernsehserie, Folge The Other Side of the Badge)
- 1978: Gottseidank, es ist Freitag (Thank God it’s Friday)
- 1978: Playmate des Monats (Katie: Portrait of a Centerfold, Fernsehfilm)
- 1978: Barnaby Jones (Fernsehserie, Folge Academy of Evil)
- 1979: Vegas (Fernsehserie, Folge Runaway)
- 1979/1981: Lou Grant (Fernsehserie, 2 Folgen)
- 1982: Trapper John, M.D. (Fernsehserie, Folge Ladies in Waiting)
- 1982: T. J. Hooker (Fernsehserie, Folge The Connection)
- 2007: Kaya (Fernsehserie, Folge Sympathy for the Devil)

## Diskografie

### Solo Studioalbum
- Moment of Truth (1991)

### Alben mit der Synthiepop-Band Berlin

#### Studioalben
- Information (1980)
- Pleasure Victim (1982)
- Love Life (1984)
- Count Three & Pray (1986)
- Voyeur (2002)
- 4Play (2005)[3]
- Animal (2013)[4]
- Transcendance (2019)[5]
- Strings Attached (2020)[6]

#### Live Alben
- Live: Sacred and Profane (2000)[7]
- Terri Nunn & Berlin – All the Way In (2009)[8]
- Sweet Surrender (Live 1984) (2019)[9][10]